# Економічне співтовариство країн Центральної Африки
Економічне співтовариство країн Центральної Африки (ЕСКЦА) (англ. Economic Community of Central African States (ECCAS), фр. Communauté Économique des Etats de l'Afrique Centrale (CEEAC); порт. Comunidade Económica dos Estados da África Central (CEEAC)) — торгово-економічний союз країн Центральної Африки.

## Історія створення
Економічне співтовариство країн Центральної Африки було утворено у жовтні 1983 року на базі Митного та економічного союзу Центральної Африки. Довгий час організація була неактивною через конфлікти в регіоні Великих озер та громадянську війну в Демократичній Республіці Конго. Тим не менш, співтовариство вважається одним зі стовпів африканської регіональної інтеграції.

## Цілі[3]
Основна мета створення співтовариства — заохочення та укріплення гармонійного співробітництва задля реалізації збалансованого та самостійного стійкого економічного розвитку, особливо в галузях промисловості, транспорту і зв'язку, енергетики, сільського господарства, природних ресурсів, торгівлі, митних, грошово-кредитних та фінансових питань, людського капіталу, туризму, освіти, культури, науки й техніки та переміщення людей з метою досягнення колективного самозабезпечення, підвищення рівня життя, підтримки економічної стабільності та укріплення мирних відносин між державами-членами.
Для досягнення цієї мети держави-члени вживають наступник заходів:
1. Усунення мит та будь-яких інших зборів, що мають еквівалентну дію на експорт та імпорт між країнами-членами.
2. Скасування кількісних обмежень та інших торговельних бар'єрів.
3. Створення і підтримання спільного зовнішнього митного тарифу.
4. Проведення спільної торговельної політики щодо третіх країн.
5. Поступове усунення бар'єрів на шляху вільного пересування людей, товарів, послуг та капіталів.
6. Узгодження національної політики з метою сприяння діяльності Співтовариства, зокрема у промисловості, на транспорті і зв'язку, в енергетиці, сільському господарстві, природних ресурсах, торгівлі, валютно-фінансовому секторі, у сфері людських ресурсів, туризму, освіти, культури, науки й техніки.
7. Створення Фонду співробітництва та розвитку.
8. Прискорення розвитку держав, що не мають виходу до моря, або мають частковий вихід, а також островів та частин островів, які відносяться до категорії найменш розвинутих країн.
9. Будь-які інші спільні заходи, що проводяться державами-членами задля досягнення цілей Співтовариства.

У рамках союзу використовується спільна валюта — франк CFA.

## Структура
- Конференція глав держав та урядів - вищий орган ЕКОЦАС;
- Рада міністрів;
- Суд;
- Генеральний секретаріат - виконавчий орган;
- Консультативна комісія;
- Спеціалізовані технічні комітети[4]:
  - Комітет з політичних питань, миру і безпеки;
  - Комітет зі Спільного ринку, економічних, валютних та фінансових питань;
  - Комітет з навколишнього середовища, природних ресурсів, сільського господарства та розвитку сільських регіонів;
  - Комітет з планування територій та інфраструктури;
  - Комітет з гендерних питань, людського та соціального розвитку.

## Країни-учасниці
На 2020 рік до організації входять 11 країн:
- Ангола
- Бурунді
- Габон
- ДР Конго
- Екваторіальна Гвінея
- Камерун
- Республіка Конго
- Руанда
- Сан-Томе і Принсіпі
- Центральноафриканська Республіка
- Чад